# Хронологија радничког покрета код јужнословенских народа до 1879.
| Хронологија радничког покрета до 1919. године до 1879. 1880—1899. 1900—1904. 1905—1909. 1910—1918. | следећа целина: 1919—1929. ► |

Хронолошки преглед важнијих догађаја везаних за раднички и социјалистички покрет код јужнословенских народа који су се догодили до 1879 године. Хронологија се бави догађајима на подручју бивше Југославије, а тада Аустроугарске и Османлијског царства, као и независних држава Кнежевине Србије и Књажевине Црне Горе и општим догађајима везаним за међународни раднички покрет и јужнословенске народе.
Напомена: За догађаје који су се одигравали на територији данашњих држава Србије (без Војводине), Црне Горе и Македоније, где је до 1919. био на снази стари календар, односно јулијански календар, у загради се налази датум по старом календару.
| 1842. 1848. 1849. 1850. 1853. 1857. 1858. 1864. 1866. 1867. 1868. 1869. 1870. 1871. 1872. 1873. 1874. 1875. 1876. 1878. |

## 1842. година

#### у току јуна
- У Београду типографски радници Државне штампарије ступили у штрајк захтевајући повољније услове рада (према досадашњим истраживањима ово је био први раднички штрајк у Србији).[1]

#### у току септембра
- У Кнежевини Србији дошло до смене династија — кнез Михаило Обреновић протеран из земље, а на власт дошао кнез Александар Карађорђевић.

## 1848. година

#### 21. фебруар
- У Лондону објављен Манифест Комунистичке партије, који је поставио циљеве и програм Савеза комуниста. Манифест, који су написали Карл Маркс и Фридрих Енгелс, предлагао је правац деловања ради подизања пролетерске револуције и свргавања капитализма и коначног креирања бескласног друштва (овај Манифест објављен је на српскохрватском језику 1871. године у Панчеву).

#### 2. децембар
- Под притиском промена, насталих током таласа националних револуција у Европи, абдицирао Фердинанд I, цар Аустрије, краљ Угарске, краљ Чешке и председник Немачке конфедерације, који је на власти био од 1830, а на власти га је заменио синовац Франц Јозеф I.

#### у току 1848.
- Национални револуционарни покрети, који су отпочели устанком у Италији, пренели су се на неколико земаља Европе — Француску, Немачку и Аустроугарка. Иако су ове револуције у основи биле буржоаско-демократског типа, у неким земљама је у њима учествовао и раднички покрет. После ових револуција, код јужнословенских народа долази до јачања идеје о стварању заједничке јужнословенске државе.

## 1849. година

#### 9. август (28. јул по с.к.)
- У Београду носачи запослени при царинарници на Сави ступили у штрајк захтевајући повећање месечне плате за 2 талира. Штрајк је успешно завршен.[1]

## 1850. година

#### 28. март
- У Бечу између јужнословенских књижевника потписан „Бечки књижевни договор“ којим је ударен темељ заједничком српскохрватском језику (потписници Вук Караџић, Иван Мажуранић, Ђуро Даничић, Франц Миклошич и др).

## 1853. година

#### у току октобра
- У Крагујевцу отпочела са радом „Тополивница“ (данас фабрика Застава Оружје).

## 1857. година

#### 7. новембар (26. октобар по с.к.)
- У Београду објављен штрајк 40 радника Државне радионице за градњу и оправку чамаца и скела. Штрајк је успешно завршен 3. јануара 1858. године.[1]

#### у току децембра
- У Мајданпеку дошло до протеста око 230 отпуштених рудара, од којих су већина били странци.[1]

| 1842. 1848. 1849. 1850. 1853. 1857. 1858. 1864. 1866. 1867. 1868. 1869. 1870. 1871. 1872. 1873. 1874. 1875. 1876. 1878. |

## 1858. година

#### у току децембра
- У Кнежевини Србији дошло до смене династија — кнез Александар Карађорђевић протеран из земље, а на власт по други пут дошао кнез Милош Обреновић.

## 1860. година

#### 13. августа
- Умро Кнез Данило Петровић-Његош (1826—1860), на власти га заменио синовац кнез Никола Петровић-Његош.

#### 26. септембра
- Умро кнез Милош Обреновић (1780—1860), на власти га заменио син кнез Михаило Обреновић.

## 1864. година

#### 28. септембар
- У Лондону основано Међународно удружење радника — прва међународна револуционарна организација пролетаријата позната и под називом Прва интернационала. Ово удружење постојало је до 1876. и имало је великог утицаја на јужнословенске народе, где се под његовим утицајем јављају први социјалисти, покрећу се први социјалистички листови и преводи марксистичке литературе.[1]

## 1866. година

#### 4. март
- У Загребу основана Југословенска академија наука и уметности (хрв. Jugoslavenska akademija znanosti i umjetnosti - JAZU) која данас делује као Хрватска академија знаности и умјетности (ХАЗУ).

## 1867. година

#### у току априла и маја
- Турци предали кључеве градова кнезу Михаилу и њихова војска отпочела повлачење из Србије.

#### 20. октобар
- У Осијеку одржана оснивачка скупштина „Осјечког радничко-образовног друштва“.[2]

| 1842. 1848. 1849. 1850. 1853. 1857. 1858. 1864. 1866. 1867. 1868. 1869. 1870. 1871. 1872. 1873. 1874. 1875. 1876. 1878. |

## 1868. година

#### 9. фебруар
- У Будимпешти основано Опште радничко друштво, као прва земаљска радничка организација у Мађарској и Војводини.[2]

#### 10. јун (29. мај по с.к.)
- У Београду убијен кнез Михаило Обреновић (1823—1968). На власти га је 2. јула (20. јуна по с.к.) наследио рођак кнез Милан Обреновић.

#### 2. август
- У Марибору основано Радничко образовно друштво (прво у Словенији). Ово друштво је било под утицајем из радничког друштва из Граца и било је социјалдемократски оријентисано.[2]

#### 24. септембар
- Хрватски сабор прихватио „Хрватско-угарску нагодбу“ којом је формирана Краљевина Хрватска и Славонија, која је била аутономна краљевина у саставу Аустроугарске. Постојала је до 1918. и стварања Државе Словенаца, Хрвата и Срба, а потом Краљевине Срба, Хрвата и Словенаца.

## 1869. година

#### 13. април
- У Панчеву почео излазити лист Панчевац под уредништвом Јована Павловића. Излазио је до 1875, када је забрањен.[2]

#### 1. мај
- У Будимпешти покренут недељни лист „Типографија“, гласило типографских радника. У листу су сарађивали и типографски радници са територије Војводине. Под утицајем овог часописа и у Војводини су се почели организовати штампарски радници.[3]

#### 20. септембар
- У Загребу одржан састанак око 150 радника и обртника с намером да оснују радничко друштво.[3]

#### у току октобра
- У Ријеци радници ковачких, постоларских и столарских радионица ступили у штрајк. Штрајкачи су тражили да им се смањи радно време (које је тада трајало 13 часова) и Градском већу су упутили захтев да посредује између радника и послодаваца.[3]

| 1842. 1848. 1849. 1850. 1853. 1857. 1858. 1864. 1866. 1867. 1868. 1869. 1870. 1871. 1872. 1873. 1874. 1875. 1876. 1878. |

## 1870. година

#### 20. фебруар
- У Љубљани одржана Оснивачка скупштина „радничког-просветног друштва“ на којој је учествовало око 400 учесника.[3]

#### 21. фебруар (9. фебруар по с.к.)
- У Београду на збору шест столарски и осам браварских мајстора донета одлука о оснивању Прве столарско-браварске дружине.[3]

#### 3. април
- У Будимпешти основана „Општа радничко-болесничка и инвалидска каса“ која је деловала у оквир Општег радничког друштва са циљем да на основу узајамности пружи помоћ својим члановима у случају болести или инвалидитета. У почетку чланови су били само радници из Будимпеште, а од 1874. се отварају испоставе и у Белој Цркви, Вршцу, Панчеву, Великом Бечкереку (данас Зрењанин), Великој Кикинди, Суботици и др.[3]

#### 7. мај (25. април по с.к.)
- У Београду умро Живојин Жујовић (1838—1870), први пропагатор и социјалистички идеолог у Србији.[3]

#### 26. април
- У Марибору избио први штрајк кројачких помоћника, који су тражили боље услове рада и повећање надница. Штрајк је успешно завршен 29. априла.[4]

#### 16. јун
- У Панчеву, од 16. јуна до 3. јула, у листу Панчевац штампан чланак Светозара Марковића „Друштвене и политичке борбе у Европи“.[4]

#### 5. јул
- У Земуну покренут часопис Народни пријатељ, под уредништвом Симе Поповића. Најистакнутији сарадници листа били су Светозар Марковић и др Драгиша Станојевић.[4]

#### 24. јул
- У Загребу одржана скупштина типографских радника на којој је основано „Типографичко друштво за међусобно подупирање и наображење“, која је обухватала све графичке раднике у Хрватској и Славонији.[4]

#### 16. септембар (4. септембар по с.к.)
- У Београду потврђена правила Прве потрошачке кооперативе. Око њеног оснивања и рада посебно се ангажовао Светозар Марковић.[4]

#### 25. октобар
- У Осијеку кројачки помоћници ступили су у штрајк тражећи повећање зараде и ограничење радног времена на 10 сати. Због претње полиције, део штрајкача се после три дана вратио на посао, услед чега је штрајк пропао.[4]

| 1842. 1848. 1849. 1850. 1853. 1857. 1858. 1864. 1866. 1867. 1868. 1869. 1870. 1871. 1872. 1873. 1874. 1875. 1876. 1878. |

## 1871. година

#### 21. јануар (9. јануар по с.к.)
- У Шапцу на иницијативу социјалиста донета одлука о оснивању Обућарске дружине, као произвођачке кооперативе.[4]

#### 28. јануар (16. јануар о с.к.)
- У Београду на радничком збору донета одлука о оснивању Општег радничког друштва. Тада су била усвојена и правила друштва, која власти нису хтеле да потврде.[4]

#### у току јануара
- У Београду донета одлука о оснивању Прве кројачке дружине, на кооперативној основи. Ова дружина је отпочела са радом током фебруара.[4]

#### 18. март
- У току француско-пруског рата у Паризу избила побуна радника у којој је град ослобођен и створена „Париска комуна“. Ова краткотрајна држава била је прва „радничка држава“ на свету у којој је спроведен низ друштвених реформи која су касније имале доста утицаја на даљи ток развитка социјалистичке идеологије. Снаге одане француској влади, уз пруску помоћ, су успеле да угуше револуцију. У току тзв „крваве недеље“ од 21. до 28. маја убијено је преко 30.000 Парижана.[4]

#### 30. март
- У Љубљани отпочео штрајк кројачких помоћника, који је окончан повишицом надница од 20%.[4]

#### 3. април
- У Љубљану дошао Јохан Мост, један од вођа аустријског радничког покрета. Он је требало да одржи говор на радничком збору, али су власти тај скуп забраниле.[4]

#### 6. април
- У Марибору одржан раднички збор на ком је говорио Јохан Мост. Мариборско образовно радничко друштво се тада, после поделе у аустријском радничком покрету (на умерене и радикале) нашло у рукама радикалне струје, коју је предводио Мост.[4]

#### 20. април
- У Панчеву, од 20. априла до 4. јуна у листу Панчевац почело објављивање у наставцима, Комунистичког манифеста Карла Маркса на српскохрватском преводу (касније је овај превод штампан и као брошура).[4]

#### 29. април (17. април по с.к.)
- У Београду објављен огледни број листа Раденик — првог социјалистичког листа у Србији и на Балкану. Лист је редовно почео излазити 13. јуна (1. јуна по с.к.) исте године, као гласило социјалистичке групе Светозара Марковића. Због оштре критике власти, лист је забрањен 29. маја (17. маја по с.к.) 1872. године.[5]

#### 3. мај
- У Загребу избио штрајк столара. Полиција је у циљу заустављања штрајка најпре ухапсила вође штрајка, а потом су следећег ухапшени и остали штрајкачи. Убрзо су сви пуштени на слободу.[5]

#### 13. јун (1. јун по с.к.)
- У Кнежевини Србији почела продаја брошуре Манифест комунистичке партије од Карла Маркса, која је била штампана у Панчеву.[5]

#### 18. јун
- У Вршцу основано Вршачко опште радничко друштво чији је циљ био стручно и културно образовање радника, као и одржавање слободних конференција и других активности. Због политичких говора, који су били чести на радничким зборовима, друштво је 1875. године било забрањено.[5]

#### 22. јул
- У Љубљани избио штрајк радница фабрике бомбона и слаткиша. Уз помоћ полиције, штрајк је био угушен, а две раднице, које су биле организаторке штрајка, су отпуштене.[5]

#### 25. јул (13. јул по с.к.)
- У Београду лист Раденик почео у наставцима да објављује „Грађански рат у Француској“ од Карла Маркса.[5]

| 1842. 1848. 1849. 1850. 1853. 1857. 1858. 1864. 1866. 1867. 1868. 1869. 1870. 1871. 1872. 1873. 1874. 1875. 1876. 1878. |

## 1872. година

#### 13. јануар
- У Загребу избио штрајк типографских радника, који је окончан 21. јануара. У току штрајка Градско поглаварство је забранило рад Типографског друштва и запленило његову имовину. Типографи су потом примали новачну помоћ од типографских друштава из Беча, Новог Места, Граца, Прага, Брна, Пеште и Печуја.[5]

#### 20. март (8. март по с.к.)
- У Београду лист Раденик почео објављивати текст „Шта је то радни дан“, који је био писан према чланку Карла Маркса.[5]

#### 22. август (10. август по с.к.)
- Кнез Милан Обреновић постао пунолетан и преузео владарске дужности од намесништва.

## 1873. година

#### 19. јануар
- У Загребу одржана Оснивачка скупштина Загребачког радничког друштва. Скупштина, којој је присуствовало око 200 радника, усвојила је правила друштва, која су била одобрена од Земаљске владе.[6]

#### 23. јануар
- У Земуну покренут први социјалистички педагошки часопис Учитељ. Овај први број је изашао под уредништвом Мите Нешковића. Други број под уредништвом Николе Брашована штампан је у Вршцу. Генерална команда у Загребу је 18. јануара 1874. донела одлуку о забрани часописа.[6]

#### 4. октобар
- У Загребу изашао први број листа Раднички пријатељ. Оснивачи листа су били загребачки социјалисти, а циљ листа је био политичко образовање радничког сталежа и ширење друштвеног живота. Лист је излазио два пута месечно, пола на хрватском, а пола на немачком језику. Последњи број листа изашао је 25. априла 1875. године.[6]

#### 29. октобар
- У Загребу Земаљска влада одобрила правила „Друштва тискарах и словарах у Хрватској, Славонији и Далмацији“, чиме је ово друштво проширило своје деловање на целу Хравтску и истовремено постало претеча Савеза струковних организација типографа.[6]

#### 16. новембар
- У Цељу основано Радничко образовно друштво. Друштво је у јуну 1875. расформирано.[6]

| 1842. 1848. 1849. 1850. 1853. 1857. 1858. 1864. 1866. 1867. 1868. 1869. 1870. 1871. 1872. 1873. 1874. 1875. 1876. 1878. |

## 1874. година

#### у току јануара
- Због оштрих критика власти Кнежевине Србије ухапшен Светозар Марковић и осуђен на девет месеци затвора.

#### 5. јул
- Хајдуци Пере Тунгуза напали турски караван на планини Бишини (овај догађа био је повод за избијање Босанскохерцеговачки устанка.

#### 9. јул
- Отпочео Босанскохерцеговачки устанак против Османлијске власти. Устанак је проузроковао избијање српско-турски рат (1876—1877). Иако се устанак завршио поразом, у сукоб су се умешале западне силе што је довело до Берлинског конгреса (1878) на ком је Аустроугарска преузела окупацију Босне и Херцеговине.

#### 27. јул (15. јул по с.к.)
- У Крагујевцу покренут лист Глас јавности, који је био гласило социјалистичке групе Светозара Марковића и излазио је током 1874. године.[6]

#### 3. август (22. јул по с.к.)
- У Београду објављен први број теоријског, књижевног и научног часописа Рад. Лист је био покренула социјалистичка група Светозара Марковића и излазио је до 5. априла 1875. (5. јуна по с.к.).[6]

## 1875. година

#### 25. јануар
- У Марибору основано Општеобразовно радничко друштво.[6]

#### 21. фебруар
- У Загребу Загребачко радничко друштво, користећи нови „Закон о слободи састајања“, организовало прву јавну радничку скупштину у просторијама градске пиваре на којој је присуствовало око 300 радница.[6]

#### 10. март (26. фебруар по с.к.)
- У Трсту, где је живео од јануара, умро Светозар Марковић (1846—1875) оснивач, вођа и идеолог социјалистичког покрета у Србији.[6]

| 1842. 1848. 1849. 1850. 1853. 1857. 1858. 1864. 1866. 1867. 1868. 1869. 1870. 1871. 1872. 1873. 1874. 1875. 1876. 1878. |

## 1876. година

#### 1. јануар (20. децембар 1876. по с.к.)
- У Београду Влада Кнежевине Србије потврдила правила Дружине типографских радника. Ово друштво је у почетку имало само просветно-потпорни карактер, а од 1896. дефинитивно је прерасло у синдикалну организацију.[7]

#### 27. фебруар (15. фебруар по с.к.)
- У Крагујевцу одржане демонстрације радника и следбеника Светозара Марковића. Ове демонстрације познате су у историографији као „Црвено барјаче“ — у Крагујевцу су на општинским изборима 13. новембра 1875. (1. новембар по с.к.)  победили социјалисти, а власти су да би спречили предају општинске власти социјалистима за 27. фебруар (15. фебруар по с.к.) сазвале збор грађана, у нади да ће на њему дођи до изражавања неповерења грађана према социјалистима. Заказани збор, је уз масовно учешће радника изгласао поверење општинском одбору. Ова победа обележена је масовним радничким демонстрацијама. Поворка демонстраната, на челу са црвеном заставом, на којој је била исписана реч „Самоуправа“ и уз звуке „Марсељезе“ продефиловала је централним крагујевачким улицама.[7]

#### 30. јун
- Од 30. јуна 1876. до 3. март 1878. вођен рат Кнежевине Србије и Књажевине Црне Горе, помогнутих Руском Империјом, против Османлијског царства. Узрок за рат је био Босанскохерцеговачки устанак (1874), а резултовао је Берлинским конгресом (1878) на ком су Србија и Црна Гора постале независне државе.

## 1878. година

#### 13. јун
- У Бечу од 13. јуна до 13. јула одржан Берлински конгрес на ком је дошло до договора између западних сила (Немачка, Аустроугарска, Француска, Уједињено Краљевство, Италија) и Русије, с једне и Османлијског царства с друге стране. Као резултат овог конгреса — Кнежевина Србија је постала независна држава и добила је територијално проширење (територије освојене у рату); Књажевина Црна Гора је постала независна држава; Кнежевина Румунија је постала независна држава; Аустроугарска је окупирала Босну и Херцеговину; Северна Бугарска је постала вазална кнежевина у оквиру Турске, а Јужна Бугарска је постала аутономна покрајина, такође у оквиру Турске.

#### 29. јул
- Започела аустроугарска окупација Босне и Херцеговине. Током уласка аустријске војске у Босну и Херцеговину у многим местима су јој Турци, упркос забране султана, пружали отпор (окупација је трајала до 1908. када је извршена анексија).

#### у току септембра
- У Новом Саду покренут социјалистички лист Стража, под уредништвом Лазе Пачуа и Пере Тодоровића и других следбеника Светозара Марковића. Часопис је излазио једном месечно, а забрањен је 1879. године, због пропагирања социјалистичких идеја.[7]

| 1842. 1848. 1849. 1850. 1853. 1857. 1858. 1864. 1866. 1867. 1868. 1869. 1870. 1871. 1872. 1873. 1874. 1875. 1876. 1878. |